# Yuki Fumino
Yuki Fumino (japanisch 文乃 ゆき Fumino Yuki; * 8. Dezember) ist eine japanische Mangaka. Während sie unter diesem Namen Boys-Love-Manga veröffentlicht, werden andere Werke von ihr unter dem Pseudonym Yuki Akaneda veröffentlicht. Ihre erfolgreichstes Werk ist ihre Debüt-Serie I Hear the Sunspot.

## Werdegang und Werk
Vor ihrer Karriere als kommerzielle Zeichnerin schuf Fumino Fancomics zu bekannten Serien (Dōjinshi), insbesondere Yaoi-Geschichten zu Kuroko no Basuke. Auch mit ihren späteren Werken blieb sie dem Thema Liebe zwischen jungen Männern meist treu, sodass diese als Boys Love einzuordnen sind. Für diese Serien nutzte sie den Namen Yuki Fumino, während sie in anderen Genres als Yuki Akaneda veröffentlicht wird.
Fuminos erste kommerziell veröffentlichte Serie wurde ab 2013 I Hear the Sunspot. Die zunächst einen Band umfassende und danach mehrfach fortgesetzte Serie erzählt von der Liebe zwischen zwei Studenten, von denen einer hörgeschädigt ist. Im Laufe der Geschichte treten weitere hörgeschädigte oder gehörlose Charaktere hinzu. Der Manga wurde in viele Sprachen übersetzt, darunter ab 2018 bei Carlsen Manga ins Deutsche. 2017 kam in Japan eine Realverfilmung des ersten Bandes in die Kinos. Von 2016 bis 2021 erschien auch die kurze Serie You're My Sun, in der es um eine junge alleinerziehende Mutter geht, die eine neue Liebe findet. In Saraba, yoki hi – Solange wir zusammen sind erzählt die Mangaka von zwei Geschwistern mit einer komplexen Beziehung zueinander, die gemeinsam ein neues Leben beginnen und sich dabei als Ehepaar ausgeben. Die Serie erschien ebenfalls bei Carlsen auf Deutsch. 2024 startete in Japan Suiheisen wa Yagate Matataku um einen Studenten und einen jungen Mann, den dieser auf der Straße „aufgelesen“ hat.

## Bibliografie (Auswahl)
- I Hear the Sunspot (ひだまりが聴こえる Hidamari ga Kikoeru, seit 2013, 8 Bände)
- You're My Sun (2016–2021, 1 Band)
- Saraba, yoki hi – Solange wir zusammen sind (さらば、佳き日 Saraba, Yoki Hi, 2016–2023, 8 Bände)
- Suiheisen wa Yagate Matataku (水平線はやがて瞬く, seit 2024)